# Antiquaria
Die Antiquaria ist eine jährlich stattfindende Antiquariatsmesse, die Ende Januar in der Musikhalle Ludwigsburg veranstaltet wird. Zusammen mit der zeitgleich stattfindenden Antiquariatsmesse Stuttgart zählt sie zu den größten Fachmessen für Antiquariate in Deutschland. Die Messe richtet sich an Antiquariate, Sammler sowie interessierte Besucher aus dem In- und Ausland.

## Geschichte
Die erste Antiquaria fand 1987 im Gustav-Siegle-Haus in Stuttgart statt. Sie wurde als Alternative zu den bestehenden Antiquariatsmessen des Verbands Deutscher Antiquare e. V. in Stuttgart und Köln konzipiert. Sie verstand sich als offene Plattform, die auch Quereinsteigern eine Messebeteiligung ermöglichte. 1993 zog die Veranstaltung in die Musikhalle Ludwigsburg um, wo sie seither jährlich stattfindet. Seit 2009 werden wechselnde Themenschwerpunkte gesetzt, die gesellschaftliche oder kulturelle Aspekte in den Vordergrund stellen. Petra Bewer, Mitbegründerin der Antiquaria, wurde 2022 "für ihr herausragendes Engagement in der Kultur- und Literaturszene Stuttgarts (...) mit dem Verdienstkreuz am Bande des Verdienstordens der Bundesrepublik Deutschland ausgezeichnet."

## Konzept
Die Antiquariatsmesse umfasst rund 50 Ausstellende aus dem deutschsprachigen Raum sowie aus Nachbarländern wie Frankreich, den Niederlanden, Österreich und der Schweiz. Angeboten werden antiquarische Bücher, Autographen, Ephemera und Grafiken. Die Antiquaria wird unabhängig vom Verband Deutscher Antiquare e. V. organisiert.

## Antiquaria-Preis
Seit 1995 wird im Rahmen der Antiquaria der Antiquaria-Preis für Buchkultur vergeben. Der mit 10.000 Euro dotierte Preis würdigt Leistungen zur Förderung und Pflege der Buchkultur. Die Auswahl der Preisträger erfolgt durch eine unabhängige Jury.

## Rezeption
Die Antiquaria wird regelmäßig in Fachmedien wie dem Börsenblatt, sowie in der regionalen und überregionalen Presse besprochen. Kulturinstitutionen, darunter das Deutsche Literaturarchiv Marbach, verweisen in Berichten auf die Bedeutung der Messe als Treffpunkt für den Antiquariatsbuchhandel. Auch Bibliotheken, darunter die Württembergische Landesbibliothek sowie weitere Staats- und Landesbibliotheken, nutzen die Antiquaria regelmäßig zur gezielten Bestandserweiterung im Bereich historischer Drucke und Ephemera.